# 洪明甫
洪明甫（韓語：홍명보，1969年2月12日—），出生于韩国汉城(今首尔)，是一名韩国退役足球运动员，场上司职后卫，曾被认为是亚洲最好的后卫。他也是唯一一名入选FIFA 100名单的韩国球员。现时担任韩国国家足球队的主教练。

## 球员生涯
洪明甫在退役前一直是韩国国家队的主力球员，也是首名韩国球员连续出席了四屆世界杯決賽周(1990-2002年，黃善洪和李雲在亦擁有此紀錄)。他在高丽大学毕业后加入了K联赛球队浦项制铁，1997年加盟湘南比马转踢日本职业足球联赛，2002年世界杯前回到浦项制铁效力。
1990年世界杯是洪明甫第一次代表韩国队参赛世界杯，从那以后，他就成为了韩国队后防线上的中坚，并担任队长。洪明甫作为队长曾在2002年世界杯上率领韩国队历史性地打入半决赛,使韩国成为第一支闯入世界杯半决赛的亚洲球队。他也荣获韩日世界杯「铜球奖」。
他于2003年赛季加盟美国职业足球大联盟球队洛杉矶银河，成为美国职业大联盟历史上第一位韩国球员，并於2004年末在洛杉矶银河結束其球员生涯。

## 教练生涯
退役以後洪明甫於2005年9月26日獲委任為韓國國家足球隊助理教練，作为国家队及国奥队的助理教练，参加了2006年世界杯、2007年亚洲杯以及2008年北京奥运会。2009年洪明甫作为国青队主教练，率韩国队在世青赛上闯入了八强。
2013年6月24日起任韩国国家队主教练。2014年7月10日，洪明甫突然宣布辞去韩国队主帅一职。有媒体在近日将他在世界杯集训期间在城南市购买土地的消息披露了出来，这使得他的家人都受到了舆论批评的影响。此外，韩国媒体还曝光了一段视频，在世界杯出局后，洪明甫率领国家队队员在巴西当地一家餐厅聚餐，手舞足蹈，与当地女性饮酒唱歌跳舞的画面，也是引发了民众的口水，谴责之声越发响亮。最终洪明甫宣布辞职，韩国足球协会也进入了新的选帅期。
2016年，洪明甫执教中超球队杭州绿城，但当赛季结束后降级到中甲。2017年5月22日，战绩不佳的球队与其解约，但他爆料称遭球队管理层干涉排兵布阵。
2020年12月24日，洪明甫执教韩国K聯賽1球队蔚山現代
。2022年，他帶領球隊獲得聯賽冠軍。
2024年7月，洪明甫再次出任韩国国家队主教练。